# DIN 1345
Die DIN-Norm DIN 1345 Thermodynamik, Grundbegriffe ist eine deutsche Norm, die sich mit Begriffsdefinitionen für die Thermodynamik beschäftigt. Hier werden zum Beispiel die Begriffe Entropie, Enthalpie, molare innere Energie, sowie verschiedene Temperaturbegriffe (Celsius-Temperatur, Temperaturdifferenz) definiert.